# 德川家基
德川家基（とくがわ いえもと）（1762年—1779年4月10日）是江户幕府第十代征夷大将军德川家治的长子。作为未来的第十一代将军备受期待，但因早逝而未能继位。由于在德川宗家的历史中，家基是唯一获得“家”字作为通字却未能继任将军之位的人，因此也被称为“幻的第十一代将军”。
在田沼意次的推荐下，知保之方（莲光院）成为德川家治的侧室，并生下了家基。出生不久后，由于大奥女官广桥的请求，加上家治的正室伦子女王没有子嗣，家基便被过继给伦子抚养长大。家基自幼聪慧，展现出文武双全的才能。随着年岁成长，他对政治表现出兴趣并参与其中，甚至批判老中田沼意次的政治。
然而在安永八年（1779年），他在打猎归来时于品川的东海寺突感身体不适，三天后去世，享年18岁（虚岁）。失去继承人的德川家治悲痛不已，不能进食。之后，家治再无在世子嗣，直到其去世为止也未再得，其血脉就此断绝。

## 關連項目
- 德川將軍家
- 德川家